# 곤조
주식회사 곤조(일본어: 株式会社ゴンゾ GONZO)는 일본의 애니메이션 제작 회사다. 1992년에 가이낙스를 퇴사한 무라하마 쇼지, 마에다 마히로, 야마구치 히로시, 히구치 신지가 함께 설립했다. 지주 회사인 주식회사 GDH(Gonzo Digimation Holdings)를 중심으로 다방면의 컨텐츠 제작에 참여하고 있다. 사명(社名)은 히구치의 발안으로, 이탈리아어의「바보」를 의미하는「gonzo」에서 약싹빠르게 되지 않길 바라는 마음으로 붙여진 것.
2004년 4월 30일에는 제3자 해당증자에 의해 후지 텔레비전이 GDH의 주식 약 10 퍼센트를 취득해 애니메이션 영화 공동 제작을 맡게 되었다.
2004년 사무라이7, 암굴왕 등의 작품 이후 뚜렷한 흥행작을 만들어내지 못하자 2005년이후로는 작품의 방향성과 곤조의 정체성도 흔들리기 시작하는 모습을 보여주다 결국 2006년 하반기에 재정이 적자로 전환하여 현재에 이르고 있다. 특히 곤조의 그간의 작품 성향을 그대로 이어받았다고 볼 수 있는 펌프킨 시저스(2006)가 시장에서 참패한 것은 상당한 충격으로 작용했을 것으로 보이며 이후 곤조의 수많은 새로운 시도들 중 아프로 사무라이와 위치 블레이드가 서구권에서 상당한 반향을 일으키자 데드 컬즈, The Five Killers와 같은 기존의 노선과는 전혀 다른 서구적인 작풍으로 제작 방향을 선회하려는 시도를 하였으나 The Five Killers는 제작이 취소되었다.
한편 5 스튜디오를 중심으로 로자리오와 뱀파이어, 스트라이크 위치즈 등으로 미소녀 계열의 작품을 제작하기도 하였고 상당한 호평과 함께 성과를 거두기도 하였으나 2009년 작품 《사키 ~Saki~》 제작 도중 상장 폐지 등으로 인한 자금난을 이유로 《사키》의 제작 권한이 픽쳐매직으로 이전되었으며 곤조 5 스튜디오는 제작 지원으로 물러났다.

## 연혁
- 1992년 9월 유한회사 곤조 설립
- 1996년 5월 주식회사 디지메이션 설립
- 1999년 5월 유한회사 곤조에서 주식회사 곤조로 사명 변경
- 2000년 2월 주식회사 곤조·디지메이션·홀딩 설립
- 2000년 5월 주식회사 크리에이터즈닷컴 설립
- 2002년 4월 주식회사 곤조와 주식회사 디지메이션 합병, 사명을 주식회사 곤조·디지메이션으로 변경
- 2003년 11월 주식회사 퓨처 비전 뮤직 설립
- 2004년 7월 주식회사 곤조·디지메이션을 주식회사 곤조로, 주식회사 곤조·디지메이션·홀딩을 주식회사 GDH로, 주식회사 크리에이터즈닷컴을 주식회사 G크리에이터즈로 각각 사명 변경
- 2004년 11월 주식회사 GDH가 도쿄 증권거래소 마더즈 시장에 상장됨
- 2005년 9월 주식회사 워프 게이트 온라인의 주식을 100 퍼센트 취득하고 온라인 게임 사업 진출을 발표.
- 2009년 4월 1일 GDH 그룹의 경영 부진 개선의 일환으로서 모회사의 GDH에 흡수 합병.
- 2009년 6월 29일 상장폐지가 결정되어 정리 종목으로 지정됨.

## 주요 작품
- 블레이드 앤 소울 (2014년)
- 사키 -Saki- (2009년), 15화 이후로는 픽쳐매직에서 제작. 곤조는 제작 협력.
- 샹그리라 (2009년)
- 드루아가의 탑 ~ the Sword of URUK ~ (2009년)
- 로자리오와 뱀파이어 (2008년)
- 로자리오와 뱀파이어 CAPU2 (2008년)
- 드루아가의 탑 ~ the Aegis of URUK ~ (2008년)
- 스트라이크 위치즈 (2008년)
- 강철의 라인배럴 (2008년)
- 절대가련 칠드런 (2008년)
- 드래고너츠 더 레조넌스(TV) (2007년)
- 스트라이크 위치즈(OVA) (2007년)
- 지어스 (2007년)
- 데드 걸즈(OVA) (2007년)
- 로미오X줄리엣(TV) (2007년)
- 세토의 신부(TV) (2007년)
- 바람의 성흔(TV) (2007년)
- 아프로 사무라이(TV) (2007년)
- 월면 토끼병기 미나(TV) (2007년) - 같이 보기 전차남
- 마르두크 스크램블 (OVA) (2007년) - 제작 취소
- 브레이브 스토리(극장판) (2006년)
- 위치 블레이드(TV) (2006년)
- 유리의 함대(TV) (2006년)
- 은발의 아기토(극장판) (2006년)
- 레드 가든(TV) (2006년)
- 펌프킨 시저스(TV) (2006년)
- NHK에 어서오세요(TV) (2006년)
- 블랙 캣(TV) (2005년)
- 솔티레이(TV) (2005년)
- 전차남 오프닝(TV) (2005년)
- 트리니티 블러드(TV) (2005년)
- 스피드 그래퍼(TV) (2005년)
- 바질리스크 ~코우가인법첩~(TV) (2005년)
- 트랜스포머 갤럭시 포스(TV) (2005년)
- 암굴왕(TV) (2004년)
- 스나보우즈(TV) (2004년)
- 사무라이 7(TV) (2004년)
- 간츠(TV) (2004년)
- 폭렬천사(TV) (2004년)
- 초중신 그라비온 쯔바이(TV) (2004년)
- 크르노 크루세이드(TV) (2003년)
- 피스 메이커 쿠로가네(TV) (2003년)
- 라스트 엑자일(TV) (2003년)
- 카레이도 스타(TV), (OVA) (2003년)
- 가드 가드(TV) (2003년)
- 키디 그레이드(TV) (2002년)
- 풀 메탈 패닉!(TV) (2002년)
- 최종병기 그녀(TV) (2002년)
- 초중신 그라비온(TV) (2002년)
- 전투요정 유키카제 (OVA) (2002년)
- 게이트 키퍼즈 21(TV) (2002년)
- i-wish you were here-(OVA) (2001년)
- FF：U ~파이널 판타지:언리미티드~(TV) (2001년)
- 헬싱(TV) (2001년)
- 반드레드 the second stage(TV) (2001년)
- 사무라이 걸 리얼 바웃 하이스쿨(TV) (2001년)
- 게이트 키퍼즈(TV) (2000년)
- 반드레드(TV) (2000년)
- 청의 6호(OVA) (1998년)